# NGC 2103
NGC 2103 је емисиона маглина у сазвежђу Трпеза која се налази на NGC листи објеката дубоког неба.
Деклинација објекта је - 71° 19' 54" а ректасцензија 5h 41m 40,0s. Привидна величина (магнитуда) објекта NGC 2103 износи 11,4. NGC 2103 је још познат и под ознакама ESO 57-EN24.